# Вилли Форст
Вилли Форст (нем. Willi Forst, настоящее имя Вильгельм Антон Фрос (нем.  Wilhelm Anton Frohs); 7 апреля 1903, Вена — 11 августа 1980, Вена) — австрийский актёр, режиссёр, продюсер. В 1930—1940-х годах работал в Германии.

## Биография
Вильгельм Антон Фрос родился 7 апреля 1903 года в Вене в семье художника Вильгельма Фроса и дочери мельника Марии Першль. После окончания школы и работы на любительской сцене, в 1919 году он был принят в труппу театра в Тешине в качестве «второго молодого любовника и комика с обязательным участием в хоре». Играл на сцене провинциальных немецкоязычных театров. С 1925 года выступал в опереттах и ревю в театре «Метрополь» в Берлине, затем в «Карлтеатре» в Вене, «Театре Запада» в Берлине, в театре «Аполло» в Вене. В 1927 году вернулся в разговорный театр, работал с Эрвином Пискатором и Густавом Хартунгом, с 1928 по 1931 год играл на сцене Немецкого театра Макса Рейнхардта.
В 1920 году дебютировал в кино в австрийском фильме «Путеводитель» (Der Wegweiser). В 1927 году стал регулярно снимался в кино, в том числе в двух фильмах с участием Марлен Дитрих — «Кафе Электрик» (Cafe Elektric, 1927) и «Опасности брачного периода» (Gefahren der Brautzeit, 1929). В 1929 году обратил на себя внимание ролью музыканта в звуковом фильме «Атлантик» (Atlantic).
В начале 1930-х годов благодаря ролям в музыкальных комедиях стал любимцем публики. После фильма «Три сердца в размере ¾» (Drei Herzen im ¾ Takt, 1930) до 1934 года снимался ещё шесть раз у режиссёра Гезы фон Больвари.
В 1933 году дебютировал в качестве режиссёра и сценариста, поставив фильм «Тихо умоляют мои песни» (Leise flehen meine Lieder) о Франце Шуберте. В своем втором фильме «Маскарад» (Maskerade, 1934), который пользовался всемирным успехом, сделал кинодебютантку Паулу Вессели кинозвездой. Для фильма «Мазурка» (1935) вернул в Германию Полу Негри. В последующий период Форст работал преимущественно в Вене, где в 1936 году создал фирму «Вилли Форст Фильм-Продукцион». В 1938—1945 годах Форст был членом наблюдательного совета «Вин-Фильм ГмбХ».

Моя родина была оккупирована национал-социалистами, и моя работа стала тихим протестом; звучит гротескно, но соответствует действительности: мои австрийские фильмы я делал в то время, когда Австрия перестала существовать. Тогда я смог дать именно то, к чему все стремились: забвение, радость… Я создал фильмы, которые предстали в обличии того времени, когда шарм, элегантность, нежность и галантность ещё что-то значили.— (Форст, 1963)
Его любимыми режиссёрами были Эрнст Любич и Рене Клер. В 1939 году Форст снял свой самый известный фильм «Милый друг» (Bel Ami) по Мопассану, в котором исполнил также заглавную роль.
В 1942 году снял музыкальную комедию «Венская кровь» (Wiener Blut) по одноимённой оперетте Иоганна Штрауса 1899 года (фильм получил премию Биеннале на 10-м Венецианском кинофестивале 1942 года).
В 1944 году после длительной подготовки в Праге Форст приступил к съемкам «Венских девушек», надеясь, что это будет первый немецкий послевоенный фильм. Однако этот фильм вышел в прокат лишь в 1949 году и, как и последующие работы Форста, не пользовался успехом. В 1948 году его фильм Оперетта (1940) демонстрировался в качестве трофея в СССР.
В 1951 году скандал вызвал фильм Форста «Грешница» — из-за короткой сцены, в которой обнажённая Хильдегард Кнеф на заднем плане позировала художнику, а также из-за «прославления самоубийства». В некоторых городах прошли демонстрации протеста, а показы фильма запретили. Название последнего фильма Форста имело программное значение: «Вена, ты город моей мечты» (1957). С 1957 года он редко появлялся на публике:

Мой стиль не пользуется спросом, я ухожу, с легкими повреждениями, но в гордом величии а ля Гарбо. Лучше уйти, до того как тебя уйдут.
Со своей женой Мелани, на которой он был женат с 1934 года, Форст жил в Бриссаго (Тичино). После её смерти в 1973 году он переехал в 1977 году в Вену. В том же году отказался сняться в посвящённом ему фильме из серии «Звезды, которые ушли» (Sterne, die vorüberzogen).
Вилли Форст умер 11 августа 1980 года в Вене и похоронен на Нойштифтском кладбище.